# Gudrun Wagner

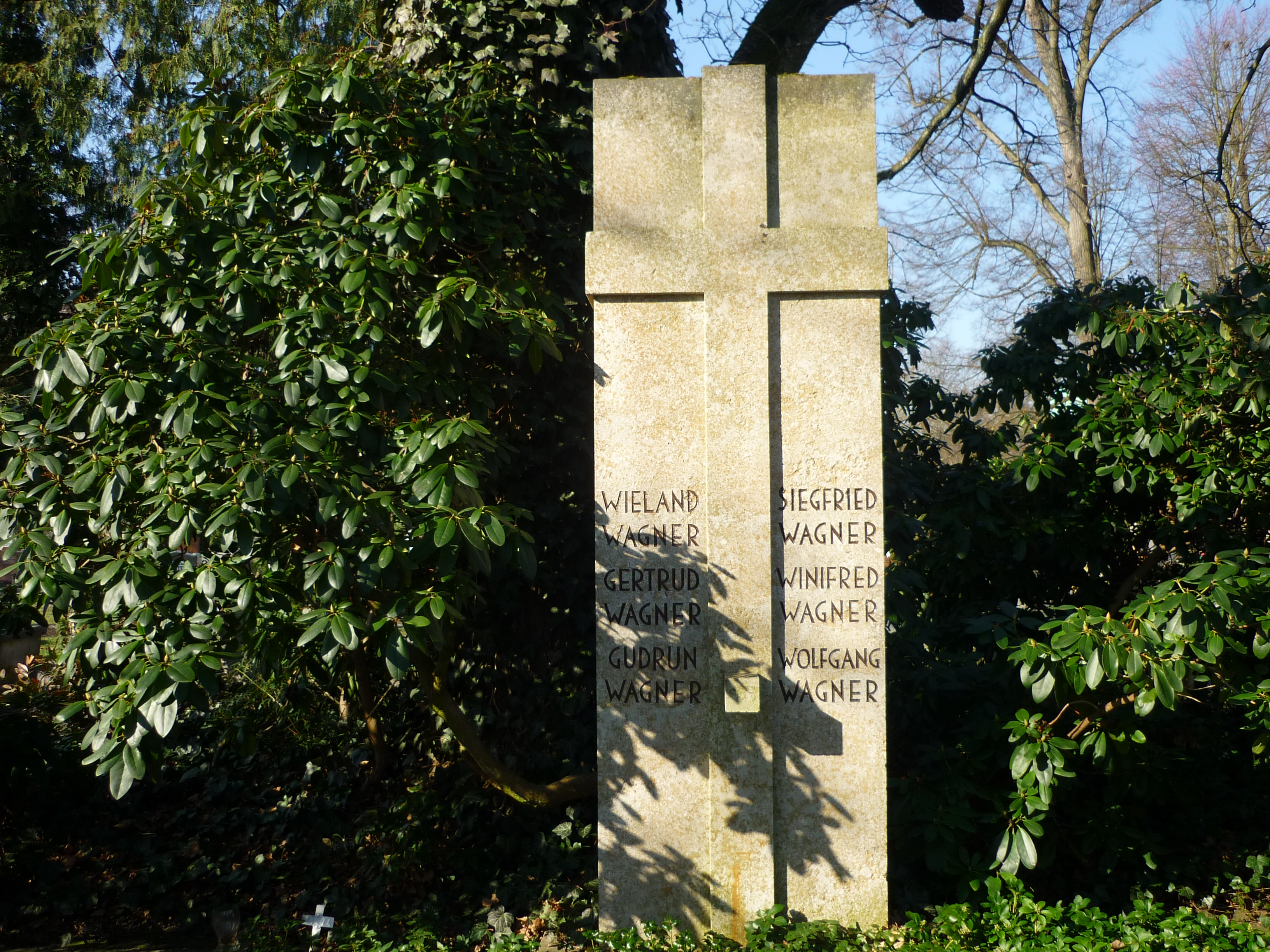
Grób Wagnerów (w tym Gudrun od lewej pierwsza od dołu).

Gudrun Wagner z domu Armann (ur. 15 czerwca 1944 w Olsztynie, zm. 28 listopada 2007 w Bayreuth) – niemiecka działaczka kulturalna, współorganizatorka corocznego Festiwalu Wagnerowskiego w Bayreuth oraz żona jego dyrektora Wolfganga Wagnera, wnuka słynnego kompozytora Richarda Wagnera.
Była drugą żoną Wolfganga, związek małżeński zawarli w 1976 r. Ich córką jest Katharin Wagner, która w 2007 r., zadebiutowała w Bayreuth, wystawiając "Śpiewaków norymberskich". Gudrun zmarła w szpitalu w trakcie odbywania rekonwalescencji po operacji. 